# Straight Outta Brooklyn
Straight Outta Brooklyn ist das vierte Mixtape des US-amerikanischen Rappers Young Dirty Bastard. Es wurde am 13. August 2015 veröffentlicht. Präsentiert wird das Mixtape von DJ J-Boogie. Wie auch bei dem Vorgängermixtape A Dirty Tomorrow Part 2 verzichtet YDB hier komplett auf Features.

## Cover
Das gesamte Cover ist in Schwarz-weiß-Farben gehalten. In der Mitte steht in großen Druckbuchstaben „YOUNG DIRTY BASTARD“ und darunter „STRAIGHT OUTTA BROOKLYN“, im Hintergrund ist die Brooklyn Bridge sichtbar, vereinzelt bekommt man auch Wolkenkratzer zu sehen.

## Titelliste
| #  | Titel                                  | Produzent   | Länge |
| -- | -------------------------------------- | ----------- | ----- |
| 1. | Instagram                              | J Rim       | 3:23  |
| 2. | Something To Fill                      | Dr. G       | 3:15  |
| 3. | Boy Get Bizzie                         | Brian       | 3:11  |
| 4. | Shadow                                 | Monta       | 2:47  |
| 5. | YDB                                    |             | 3:58  |
| 6. | He Moves Like Rocky                    |             | 2:31  |
| 7. | WuTang Clan Ain’t Nothing To Fuck With | DJ Intrigue | 3:08  |
| 8. | Black Light                            | Live        | 3:54  |
| 9. | Rock The Bells                         |             | 4:42  |